# 巴羅爾
巴羅爾（Balor），是凱爾特神話中的惡神，祂也是弗摩爾（Fomor）之王。
名字來自於原始凱爾特語的閃光(Boleros)，本身被解釋為烈日的化身。擁有強大的邪眼，睜開時會造成毀滅性的破壞。與愛爾蘭的達南神族展開戰爭，最後被其孫子太陽神魯格（Lugh）所擊敗。
巴羅爾有兩顆眼睛，其中一顆一直緊閉著，看不見其眼球，據說要合四個壯漢之力方能將之打開。而這隻眼睛一旦睜開，若被他的眼線射中，不論人、神，都將立即死亡。

## 流行文化
- 巴羅爾在輕小說《終將成為神話的放學後戰爭》中為持有著古今中外所有魔眼的魔神。
- 日本TYPE-MOON系列作品《空之境界》與《月姬》中直死之魔眼的原型